# THE MIKE ROGERS SHOW
『MIKE ROGERS SHOW』（マイク・ロジャース・ショー）は、インターネットラジオ局のKOR Radioで2019年6月2日（日本時間）から放送されているラジオ番組。2017年11月5日から2019年5月26日までは日本のFMラジオ局InterFM897・Radio NEOで『THE MIKE ROGERS SHOW』（ザ・マイク・ロジャース・ショー）として放送されていた。その後日本では、2020年1月からLOVE FMにて『The World Famous Mike Rogers Show』（ザ・ワールドフェイマス・マイク・ロジャース・ショー）のタイトルで1時間のショートバージョンを放送。2021年9月からアメリカのwfmuのsheena jungle roomは2時間という時間は同一ではあるが、選曲や番組の内容は異なる。
2023年11月中旬よりMike Rogersの病気療養により、kor版、wfmu版はアーカイブ放送。
LOVE FM版は同年内はアーカイブ放送し、2024年1月からは妻のYuka Rogersが
1人で収録、放送している。

## 概要
開始当初はInterFM897が長年続けている「THE ○○ SHOW」シリーズの一つとして、2017年11月に放送を開始。InterFM897で数々の番組に出演していたMike Rogersによる冠番組として、2019年5月まで放送されていた。
InterFM897時代にはラジオディレクターの田口智子がアシスタントを務め放送されていたが、LOVE FM版ではYuka Rogersが努めている。
InterFM897での放送終了後、2019年6月からはイギリスのインターネットラジオ局『KOR Radio』に拠点を移し、「MIKE ROGERS SHOW」として放送を継続している。放送終了後にSoundCloudにアーカイブが配信されている。日曜日朝はマイク氏自身、水曜日夜はマイク氏の妻（たまにマイク氏も）もリスナーとTwitterでコミュニケーションをとりながら放送を行っている。ハッシュタグは#mrskor。日曜日朝のTwitterベスト5 ランクイン連続記録更新中。
2022年6月より
本格的にYouTubeにも
取り組み、最初はマイクロジャースショーの番組宣伝、オリジナルグッズの紹介。最近ではインディーズアーチスト(映画、音楽、芸術など)やラジオなどの関係者、リスナーなどのインタビューをアップ。
登録者数も1200名(2023年1月現在)を超え、ほぼ毎日新作を発信している。
マイク氏2023年11月中旬より
病気療養の為
2024年1月より奥様のyukaさんが
1人で担当。

## 放送時間

### 現在
KOR Radio
- 毎週日曜 6:00 - 8:00（2019年6月2日 - ）日本時間

イギリスサマータイム期間中は1時間早くスタート
マイク氏のツイートはこちらの時間行われている。(2023年11月中旬以降は
病気療養中の為なし)
最近はlove FM放送のアーカイブを
二週分korradioでも放送。
世界各国にて放送中
Mike rogers show Twitter、Instagram、Facebookで確認。
2021年9月15日(日本時間朝6時)からアメリカのwfmu 局での放送開始。
ただし、korradio版と内容は異なるが2時間版。
wfmuのチャットルームでDJ自ら、生チャットに参加。木曜日朝(日本時間)の放送からkor版と同じ日曜日(日本時間)に
変更。
wfmu版は朝10時(日本時間より)
スタート
LOVE FM（『The World Famous Mike Rogers Show』のタイトルで放送）
- 毎週土曜 19:00 - 20:00[注釈 1]

### 過去
InterFM897（2017年11月5日 - 2019年5月25日）、Radio NEO（2018年4月1日 - 2019年5月25日）
- 毎週日曜 5:00 - 7:00

Radio NEO
- 毎週日曜 5:00 - 6:30（2017年11月5日 - 2018年3月25日）[注釈 2]

## パーソナリティ

### 現在
- Mike Rogers（病院療養中にて欠席中）

- Yuka Rogers

### 過去
- 田口智子（アシスタント、2017年11月5日 - 2019年5月25日）